# Віндгук
Ві́ндгук (англ. Windhoek; афр. Windhoek; нім. Windhuk) — столиця та найбільше місто Республіки Намібія, адміністративний центр області Кхомас. Населення — 334 580 осіб (за підрахунками 2012 року).
Віндгук є соціальним, економічним та культурним центром країни. Штаб-квартири кожного намібійського національного підприємства, державного органу, освітніх та культурних установ розташовані тут.

## Історія
Поселення на місці Віндгуку під владою вождя нама виникло 1800 року, але офіційною датою заснування міста вважається 1890 рік, коли воно було проголошено столицею Німецької Південно-Західної Африки. Назва міста перекладається як  «вітряний кут» . З початку Першої світової війни і до 21 березня 1990 року Віндгук перебував під владою ПАР. Після проголошення незалежності 21 березня 1990 року місто стало столицею Намібії.

### Назва міста
Слово  «Windhoek»  походить з африкаанс та означає «Вітряний куточок» (нім. Windecke). Вперше ця назва, після численних перейменувань, була вжита в листі Яна Йонкера Африканера, шостого вождя нама.
Раніше, мовою цього племені Віндгук називався |Ai-ǁGams (укр. «гаряче джерело»). Місто було названо так, тому, що поблизу знаходилося геотермальне джерело. З цієї ж причини мовою очігереро воно було названо Otjomuise (укр. «місце пара»).

#### Колоніальний період
У колоніальний період ім'я сьогоднішньої столиці Намібії змінювалося більше трьох разів. Спочатку Джеймс Едвард Александер назвав його  «Queen Adelaide's Bay» (укр. «затока королеви Аделаїди»), пізніше місто було перейменовано в Barmen (укр. Бармен) Карлом Хуго Хаанья, потім Йозеф Тіндаль став іменувати його Concordiaville (укр. Конкордіавіль).

## Загальні дані
Місто розташоване в центрі країни, у північній частині височини Кхомас, на висоті 1654 метра, приблизно за 650 км на північ від річки Оранжевої і за 1225 км на північ від Кейптауну (ПАР). Першими жителями поселення стали люди племені гереро, потім майбутнє місто стало управлятися вождем племені нама, який розбив гереро в XIX столітті. Німеччина окупувала весь регіон 1885 року і 1892 року місто стало центром німецького колоніального правління як столиця колонії Німецька Південно-Західна Африка. 1915 року, під час Першої світової війни, Віндгук був захоплений південноафриканськими військами в ході Південно-Західної Африканської кампанії. Місто, як і вся Намібія, були оголошені Лігою Націй підмандатною територією ПАР. 10 грудня 1959 року пройшла перша демонстрація, спрямована проти влади ПАР. До здобуття Намібією незалежності 1990 року Віндгук був столицею регіону Південно-Західна Африка, керованого урядом ПАР.

### Географія
Місто є великим комерційним та фінансовим центром Намібії.
Розширення території міста має крім фінансових, географічні обмеження. У південному, східному та західному Віндгук напрямку оточений скелястими, гірськими районами, які ускладнюють освоєння земель. Південний напрям не підходить для промислового розвитку через наявність підземних водоносних горизонтів. Тільки територія району Браквотар на північ від міста є єдиним можливим місцем для розширення Віндгуку.

### Клімат
Місто розташоване в регіоні з напівпустельним кліматом (BSh за класифікацією кліматів Кеппена). Під час літніх місяців вдень стоїть суха спека, ночі прохолодні. Максимальна денна температура влітку — 31 ° C. Взимку (місяці червень, липень та серпень) зазвичай випадає незначна кількість опадів. Мінімальна температура коливається від 5 ° C до 18 ° C. Ночі холодні, але температура рідко падає нижче нуля і майже ніколи не падає сніг. Максимальна температура вдень — близько 20 °C.
Середньорічна температура, 19,47 ° C, є відносно високою для міста, розташованого на такий висоті на кордоні тропічної зони. Це обумовлено домінуванням теплої північної повітряного течії та горами на південь від міста, які надійно захищають Віндгук від холодних південних вітрів.
Середньорічна кількість опадів, близько 360 мм, не дозволяє розвиток садів та зелених насаджень в місті без інтенсивного штучного поливу. У районі міста переважає степова рослинність з численними чагарниками. Часто трапляються посухи.
| Клімат Віндгука         | Клімат Віндгука | Клімат Віндгука | Клімат Віндгука | Клімат Віндгука | Клімат Віндгука | Клімат Віндгука | Клімат Віндгука | Клімат Віндгука | Клімат Віндгука | Клімат Віндгука | Клімат Віндгука | Клімат Віндгука | Клімат Віндгука |
| Показник                | Січ.            | Лют.            | Бер.            | Квіт.           | Трав.           | Черв.           | Лип.            | Серп.           | Вер.            | Жовт.           | Лист.           | Груд.           | Рік             |
| Абсолютний максимум, °C | 36              | 33              | 33              | 30              | 28              | 25              | 26              | 32              | 32              | 32              | 38              | 37              | 38              |
| Середній максимум, °C   | 28              | 27              | 26              | 25              | 22              | 20              | 20              | 22              | 26              | 27              | 29              | 30              | 25              |
| Середня температура, °C | 25              | 23              | 22              | 20              | 17              | 13              | 13              | 16              | 20              | 22              | 25              | 25              | 20              |
| Середній мінімум, °C    | 20              | 18              | 17              | 15              | 11              | 8               | 7               | 10              | 15              | 17              | 20              | 21              | 15              |
| Абсолютний мінімум, °C  | 7               | 11              | 10              | 3               | 2               | 0               | −1              | −1              | 0               | 6               | 8               | 10              | −1              |
| Норма опадів, мм        | 70              | 80              | 70              | 30              | 0               | 0               | 0               | 0               | 0               | 10              | 20              | 40              | 360             |
| ----------------------- | --------------- | --------------- | --------------- | --------------- | --------------- | --------------- | --------------- | --------------- | --------------- | --------------- | --------------- | --------------- | --------------- |
| Джерело: Weatherbase    |                 |                 |                 |                 |                 |                 |                 |                 |                 |                 |                 |                 |                 |

## Транспорт

### Автомобільний
У Віндгуку перетинаються дві провідні автостради: Національне шосе B1 що прямує з півдня на північ від Кейптауну/ПАР до Луанди/Ангола та Транскалахарська автомагістраль (B2 і B6) від Атлантичного до Індійського океану. Завдяки «західній об'їздній дорозі» — автостраді, яка оминає Віндгук, центр міста залишається переважно без заторів.

### Залізничний
Місто обслуговує залізнична станція, від міста прямують чотири лінії залізниць — Ґобабіс (на сході), Кітмансгуп (на півдні), Свакопмунд (на заході) і Цумеб (на півночі)

### Авіаційний
Віндгук обслуговується двома аеропортами.
Міжнародний аеропорт Осія Кутако, розташований за 42 кілометри від Віндгуку, обробляє понад 1 млн пасажирів на рік. Має одну злітно-посадкову смугу без обмежень по потужності.
Аеропорт Ерос розташований за 7 км на південь від центру міста. Обробляє від 150 до 200 авіарейсів на день (близько 50 000 на рік). В 2018 році аеропорт обслуговував 95 598 осіб, більшість з яких — пасажири легких літаків. У першу чергу, такі обмеження, як довжина злітно-посадкової смуги, шум і перевантаження повітряного простору, не дозволяють перетворити Ерос на більший аеропорт. Більшість операторів чартерних авіакомпаній Намібії мають тут свою базу.

## Пам'ятки
Віндгук — найбільший промисловий та культурний центр країни, транспортний вузол, що розташоване на перетині залізничних та автошляхів та розташовує міжнародним аеропортом «Хосіа Кутаков». З часів німецького панування збереглися лютеранська церква та німецький форт, а на вершинах гір, що оточують Віндгук — три замки кінця XIX-початку XX ст. в стилі неоготики. З більш сучасних споруд — національний музей, національна галерея мистецтв, бібліотека, політехнічний інститут, зоопарк, єдиний у країні ботанічний сад. На початку 21 століття в столиці Намібії був відкритий перший національний університет.

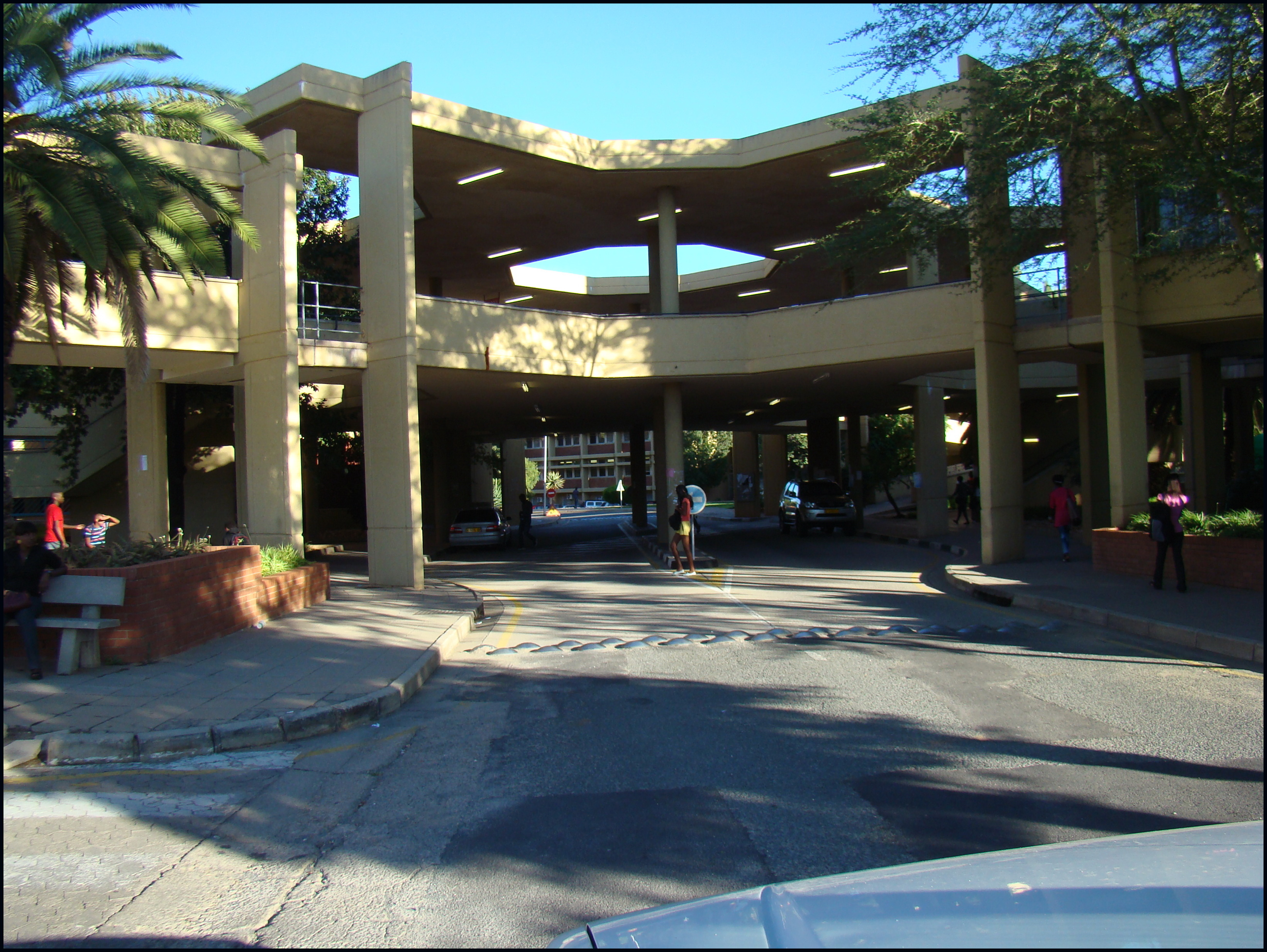
Вхід до тінистого кампусу Національного університету Намібії в Віндгуці

У місті зосереджені підприємства харчової, швейної, деревообробної, меблевої промисловості, машинобудування. Віндгук — один з найбільших в світі центрів торгівлі каракулевими шкірками.

## Спорт
У місті є кілька спортивних клубів.
Багато боксерів, такі як Паулюс Мозес, Паулус Амбунда і Амберк Шіндюу народилися в Віндгуці.
Збірна Намібії за крикету грає більшість своїх домашніх ігор на стадіоні Wanderers Cricket Ground, а також на деяких інших стадіонах.
У місті є кілька футбольних стадіонів, найбільший — стадіон Незалежності на 25 000 глядачів, де проводить домашні матчі Збірна Намібії з футболу, інший — стадіон імені Сема Нуйоми, який був побудований 2005 року. Місткість стадіону — 10 300 місць. Він розташований в передмісті Катутура. Вартість будівництва склала 64 млн доларів (близько € 5,5 млн). З 2008 року стадіон, який є найсучаснішим в Намібії, також оснащений штучним газоном. 8 червня 2009 року стадіон знову відкрився після ремонту.
У місті базуються наступні футбольні клуби: «Африкан Старз», «Блек Африка», «Орландо Пайретс», «Рамблерс», «Сітізенс», «Тура Меджик», «Хотспарс», «Цивікс», «Юнайтед Африка Тайгерс», «Юніверсіті оф Намібія», які виступають у Прем'єр-лізі, «Ребелс», який виступає в Першому дивізіоні та
«Віндгук», який виступає в Другому дивізіоні.

## Міста-побратими
- Берлін (нім. Berlin), Німеччина (2000)

## Уродженці
- Френкі Фредерікс (* 1967) — намібійський спринтер, чотириразовий срібний призер Олімпійських ігор.
- Джереміа Байсако (* 1980) — намібійський футболіст.
- Френклін Ейпріл (1984—2015) — намібійський футболіст.
- Гартман Торомба (* 1984) — намібійський футболіст.
- Абрахам Шатімуене (* 1986) — намібійський футболіст.

## Галерея

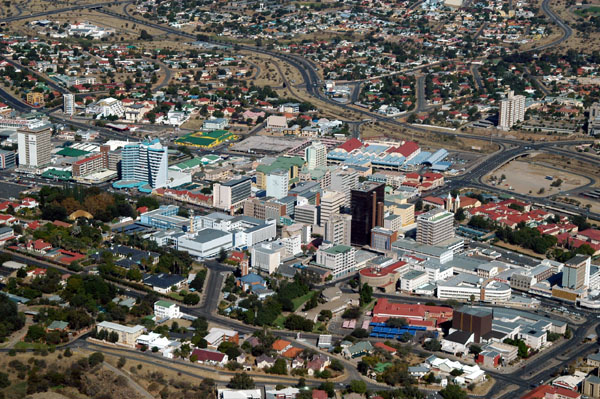
Місто є економічним, політичним та адміністративним центром Намібії. Про це нагадує його новий центр
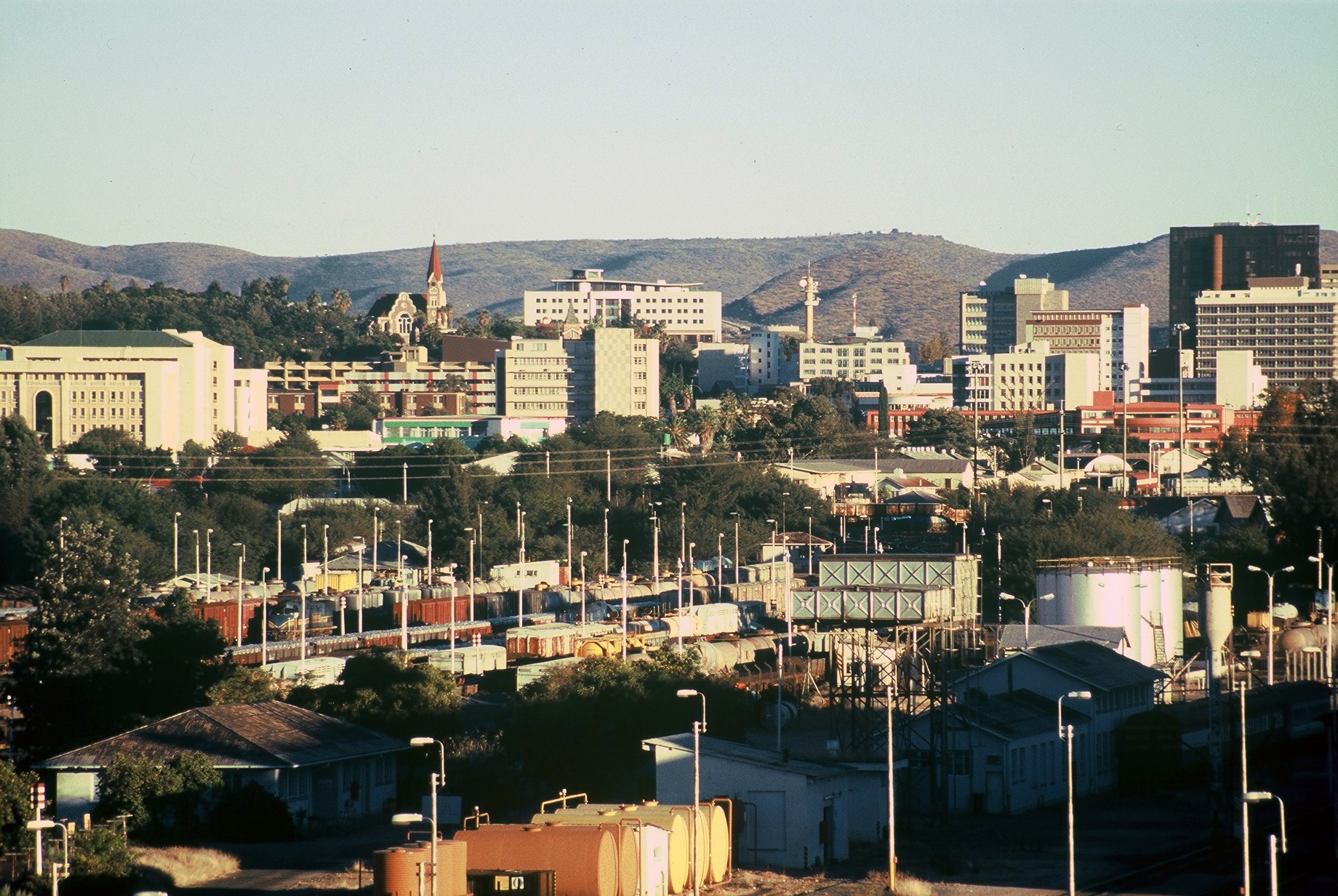
Горизонт
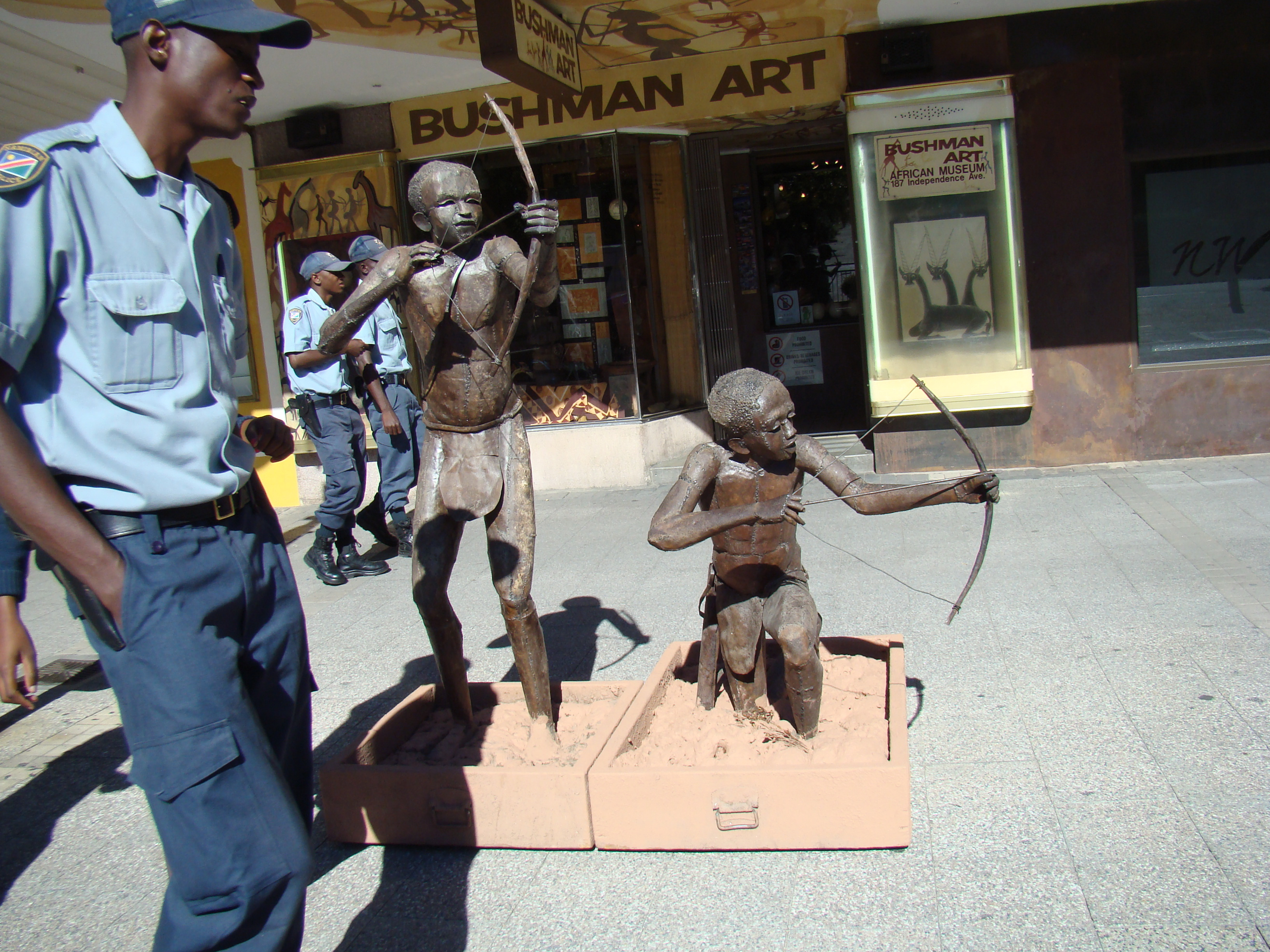
У центрі Віндгука
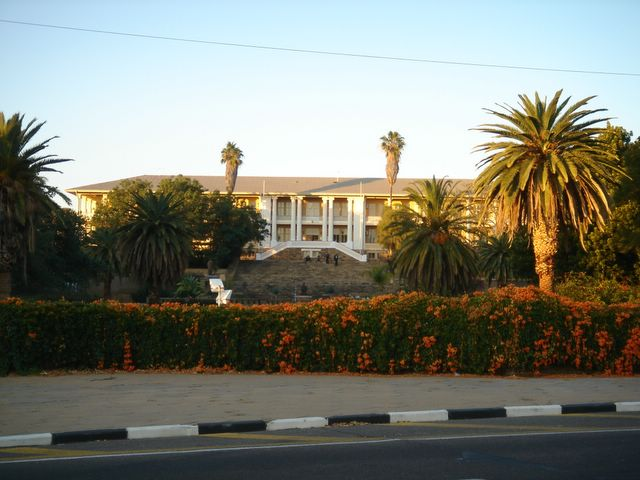
Парламент Намібії
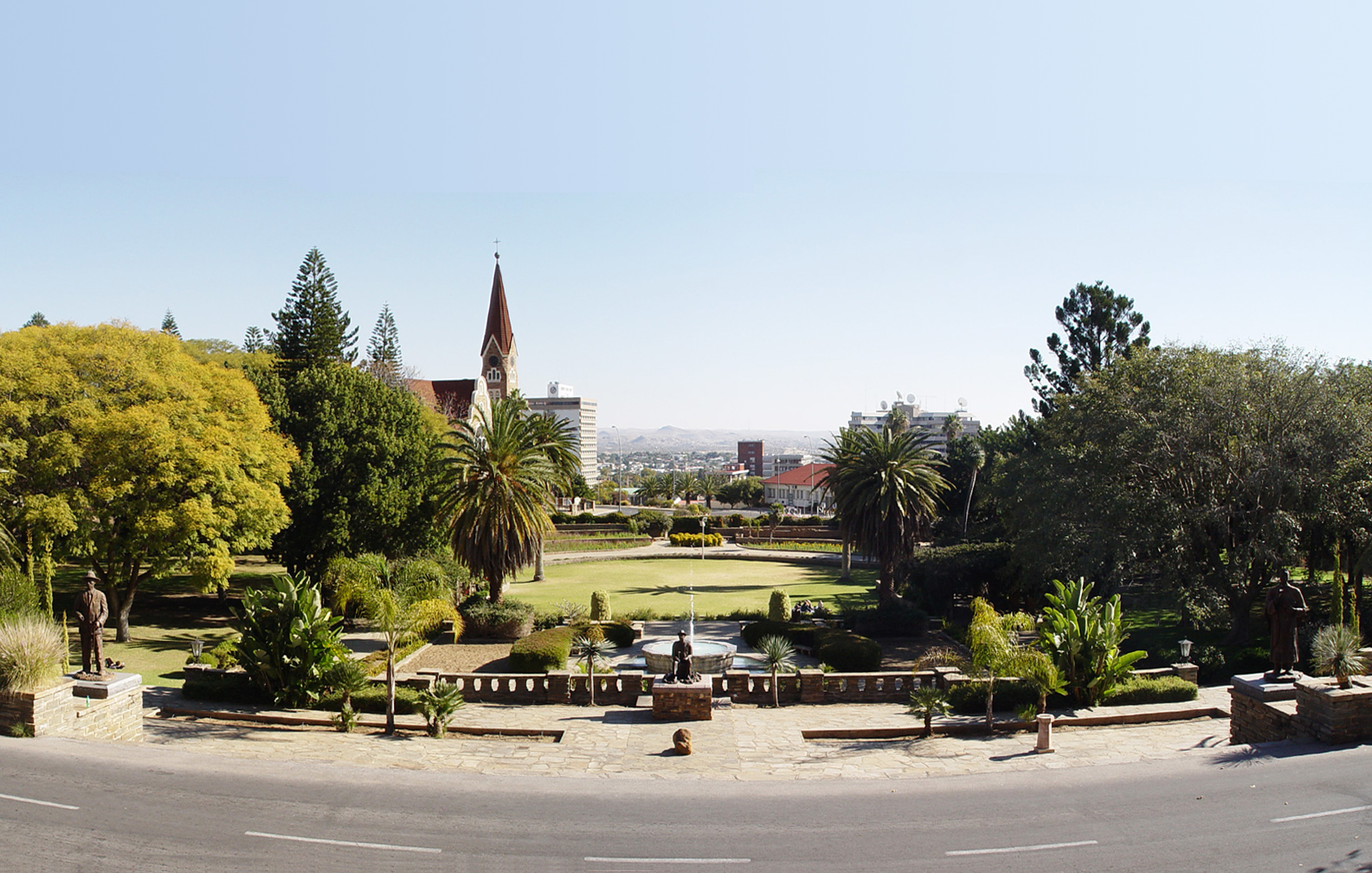
Парламентський сад
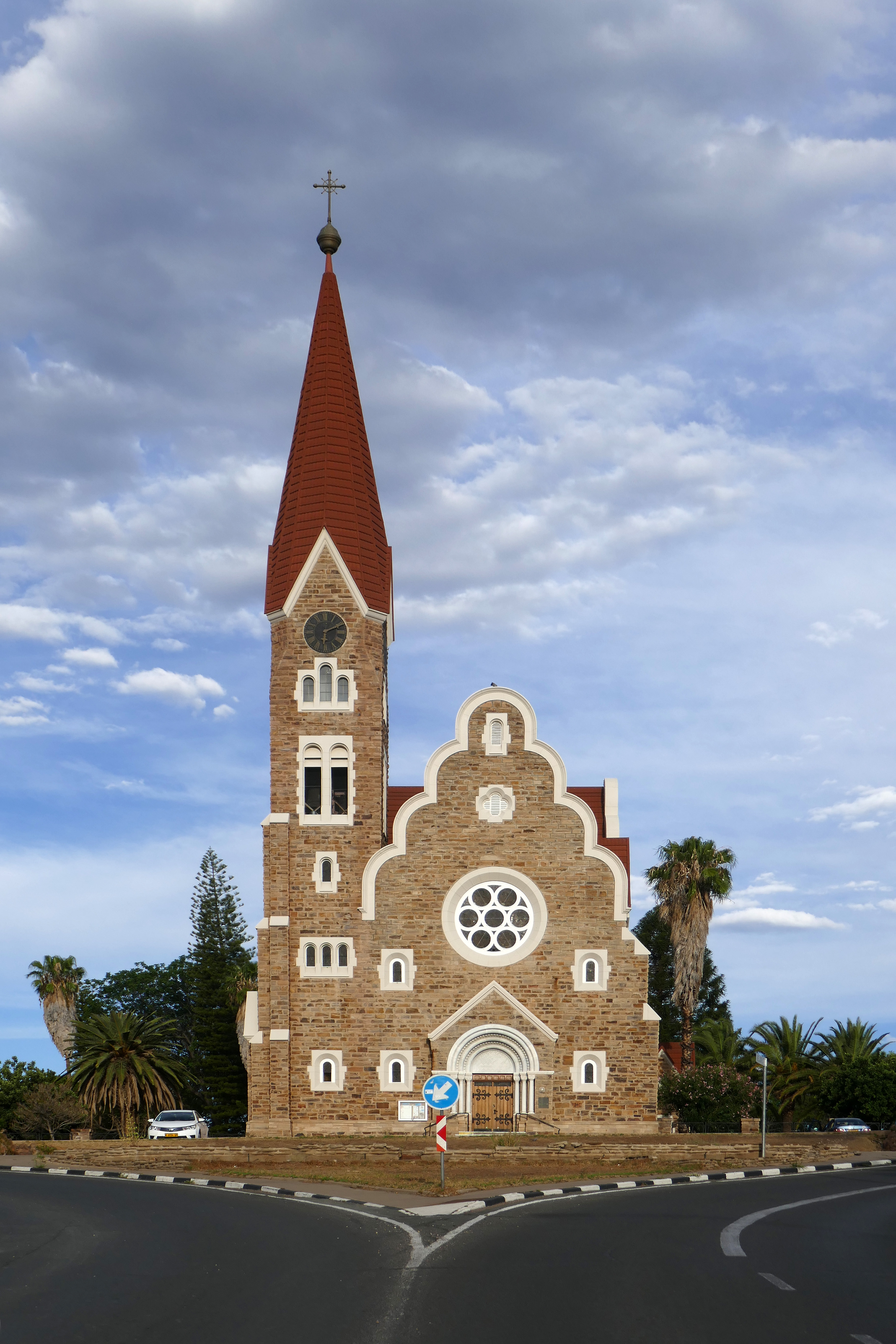
Церква Христа
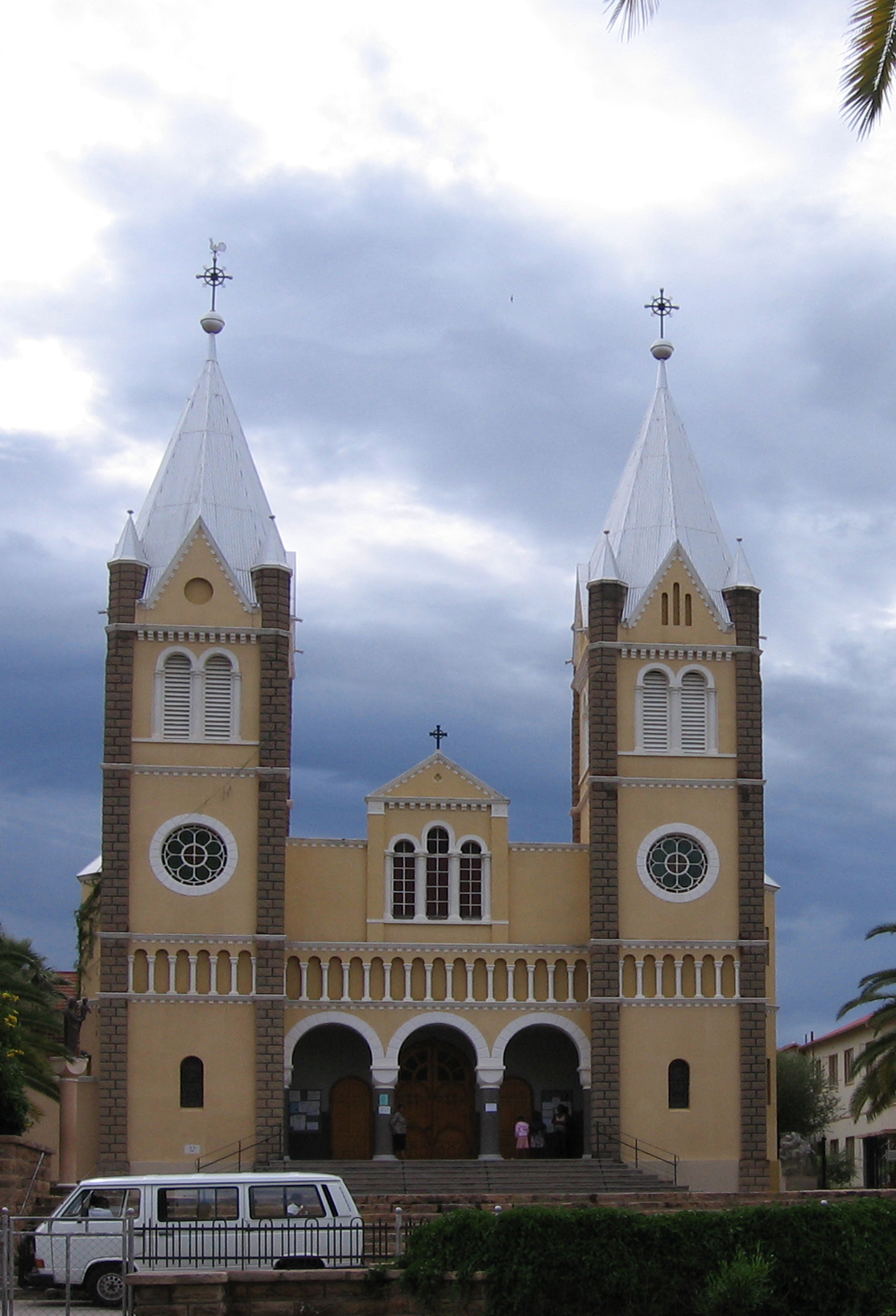
Собор Святої Марії
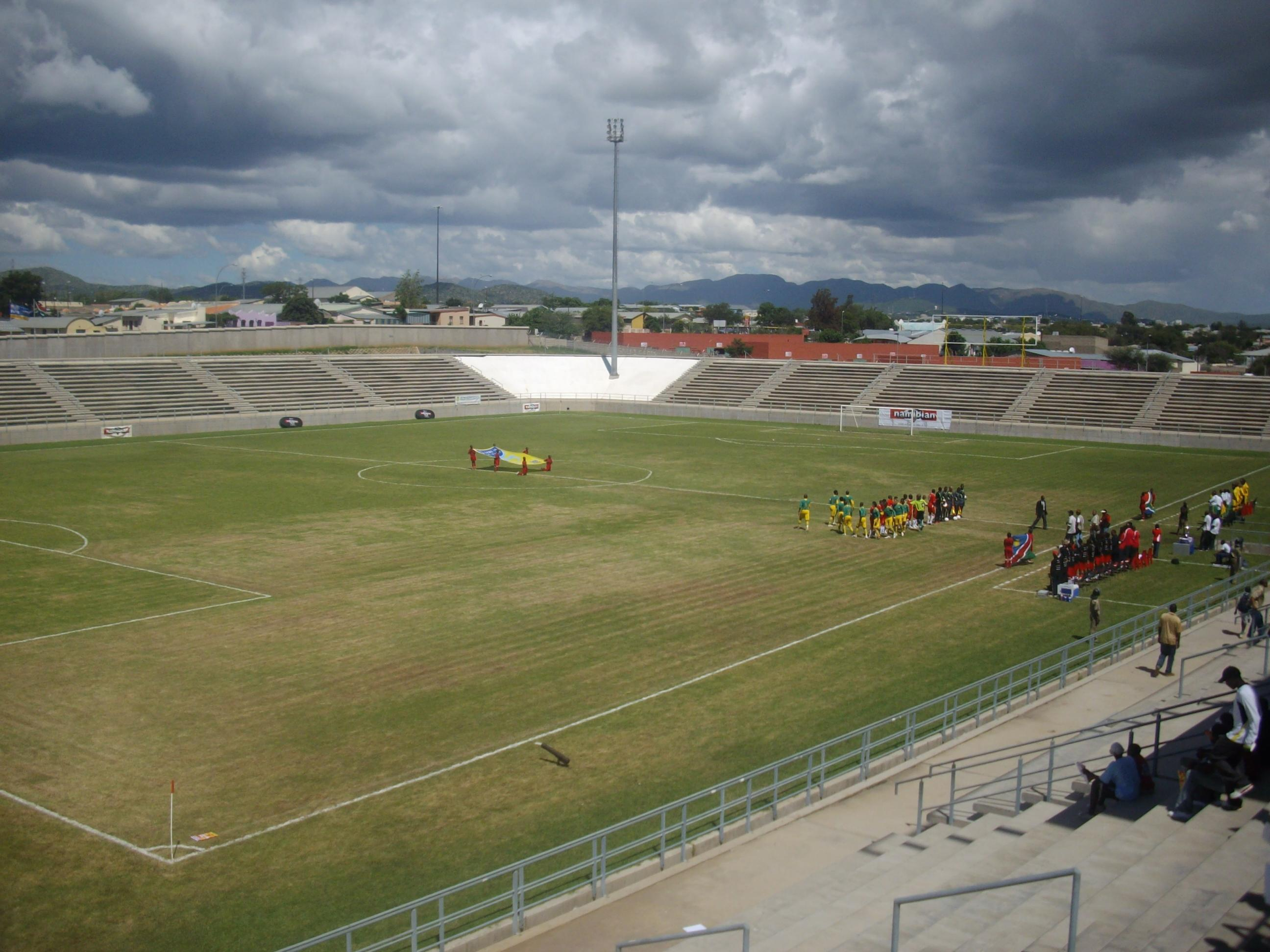
Стадіон імені Сема Нуйоми